# 490
Năm 490 là một năm trong lịch Julius.